# Andros Kiprianu
Andros Kiprianu, gr. Άνδρος Κυπριανού (ur. 26 października 1955 w Nikozji) – cypryjski polityk, działacz partyjny, deputowany, w latach 2009–2021 sekretarz generalny Postępowej Partii Ludzi Pracy (AKEL).

## Życiorys
Z wykształcenia inżynier, ukończył studia z zakresu inżynierii lądowej w wyższym instytucie technicznym ATI w Nikozji (1976), kształcił się następnie również w cypryjskim instytucie pedagogicznym. Od 1978 do 1988 był pracownikiem naukowym w ATI.
Wstąpił do komunistycznej Postępowej Partii Ludzi Pracy oraz do jej organizacji młodzieżowej EDON. Od 1988 był etatowym pracownikiem komitetu centralnego partii, a w 1990 został członkiem komitetu centralnego swojego ugrupowania. Później wybrany do biura politycznego partii, a także powołany na jej sekretarza odpowiadającego za sprawy międzynarodowe. W latach 1996–2001 był radnym miejskim w Strowolos. W 2001 po raz pierwszy wybrany do Izby Reprezentantów, reelekcję uzyskiwał w wyborach w 2006, 2011, 2016 i 2021. Reprezentował krajowy parlament w Zgromadzeniu Parlamentarnym Rady Europy.
21 stycznia 2009 został nowym sekretarzem generalnym partii AKEL, kiedy to z tego stanowiska zrezygnował prezydent Dimitris Christofias. Kierowane przez niego ugrupowanie w wyniku kolejnych porażek wyborczych przeszło w następnych latach do opozycji. 4 lipca 2021, wkrótce po kolejnych przegranych wyborach parlamentarnych, na funkcji sekretarza generalnego ugrupowania zastąpił go Stefanos Stefanu.